# Salem (Új-Mexikó)
Salem statisztikai település az Amerikai Egyesült Államok Új-Mexikó államában, Doña Ana megyében. Lakosainak száma 797 fő (2020. április 1.).

## Népesség
A település népességének változása:
| Lakosok száma | 795  | 942  | 797  |
|               | 2000 | 2010 | 2020 |